# Diya Siddique
Diya Siddique (bengalisch দিয়া সিদ্দিকী, Diẏā Siddikī; geboren am 19. Februar 2004 in Nilphamari) ist eine bangladeschische Bogenschützin.

## Sport
Siddiqui gewann die Goldmedaille im Wettbewerb der Damen bei der International Solidarity Archery Championship 2019 in Tongi. Im Mai 2021 nahm sie am Weltcup in Lausanne teil und errang dort eine Silbermedaille im Mixed-Wettbewerb, dann trat sie bei den Olympischen Spielen 2020 in Tokio an.
In der Einzelwertung kam sie auf Rang 33, im Mixed belegte sie zusammen mit Ruman Shana Rang 9.
Bei den Asienmeisterschaften im Bogenschießen 2023 in Dhaka errang sie zusammen mit Hakim Ahmed im Mixed die Goldmedaille.

## Persönliches
2023 heiratete sie ihren Teamkollegen Ruman Shana.

## Ehrungen
Siddique wurde 2022 mit dem Emerging Sportsperson Award des Sheikh Kamal National Sports Council ausgezeichnet. Außerdem erhielt sie den Teer-Prothom Alo-Preis 2021. Im Jahr 2022 wählte und zeichnete die Bangladesh Sports Education Foundation (BKSP) erstmals den besten Athleten aus. Sie gewann den BKSP Blue Award als Beste unter 1500 Athleten in 21 Disziplinen im ganzen Land. Sie gewann auch den „BSPA Sports Award-2021“ sowie die Auszeichnung „Bogenschütze des Jahres“, die von der Sportjournalistenorganisation BSPA verliehen wird.